# Planty (Kališ)
Planty jsou městský park v polské Kališi (Kalisz) ve Velkopolském vojvodství. Obklopuje střed města ze severozápadní strany. Park je dlouhý asi 700 m a široký 30 až 60 m. Kaliszské planty byly založeny na ploše, která vznikla ve 40. letech 20. století po zasypání kanálu Babinka. Tento kanál byl německými okupanty zasypán sutí z domů bývalé židovské čtvrti a knihami z polských a židovských knihoven. Na památku této události byl v parku v roce 1979 odhalen památník postavený podle projektu Władysława Kościelniaka – pomník knihy.  